# Pierre Gallisard
Pierre Gallisard (* im 15. oder 16. Jahrhundert; † 1577 in Arles), auch Gallisart oder latinisiert Petrus Gallisardus war ein französischer Autor und Theologe. Er war Ordensbruder des Dominikanerkonventes in Arles und Doktor der Theologie. Hier war er als Schulmeister tätig und verfasste mehrere Bibelkommentare sowie eine Übersetzungen von Augustinus De doctrina christiana vom lateinischen ins französische. Bekannter wurde er durch seine prosaische Schrift Pulicis Encomium Physica Ratione Tractatum (Loblied des Flohs) verlegt bei Jean de Tournes, Lyon 1550. Als Vorbild diente ihm das zuvor erschienene Encomium pulicis (Ferrara? 1519) des Caelio Calcagnini.
Das Werk Gallisards gilt als frühes humanistisches Werk der Flohliteratur.